# Космос-1025
Космос-1025 је један од преко 2400 совјетских вјештачких сателита лансираних у оквиру програма Космос.
Космос-1025 је лансиран са космодрома Плесецк, СССР, 28. јуна 1978. Ракета-носач је поставила сателит у орбиту око планете Земље. Маса сателита при лансирању је износила 4375 килограма. Космос-1025 је био сателит намијењен за електронско извиђање, јављање и навођење.